# Rodokmen Rožmberků
Neúplný rodokmen Rožmberků 

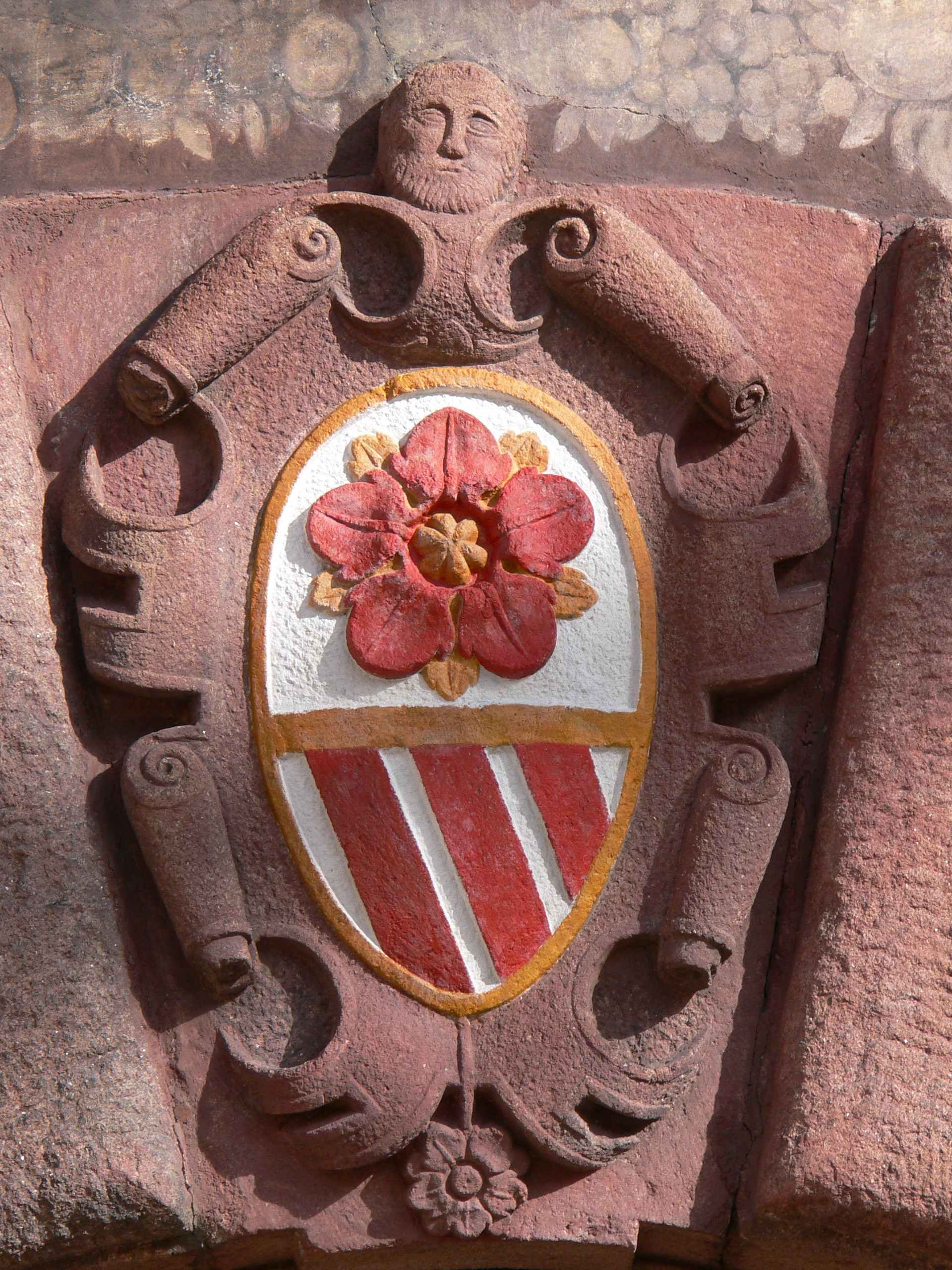
Erb Rožmberků

Vítek I. z Prčice (před 1169 – 1194)
1. Vítek II. starší z Krumlova († po 1236)  ∞  neznámá z rodu Markvarticů
2. Vítek III. z Prčice a Plankenberka († před 1236) – zakladatel Rožmberků  ∞  neznámá z rodu Schwarzenbergů
  1. Vok I. z Rožmberka (1218– 3. 6. 1262) ∞ Hedvika ze Schaunberka
    1. Jindřich I. z Rožmberka (?– 4. 7. 1310) ∞ Eliška z Dobrušky
      1. Petr I. z Rožmberka (asi 1282– 14. 10. 1347) ∞ (I) Viola Těšínská (?–1317) – bez dětí; ∞ (II) Kateřina
        1. Jindřich II. z Rožmberka (?– 26. 8. 1346)
        2. Petr II. z Rožmberka (1326 – 16. 11. 1384)
        3. Jošt I. z Rožmberka (?–24. 6. 1369) ∞ Anežka z Wallsee
        4. Oldřich I. z Rožmberka (?– 4. 3. 1390) ∞ Alžběta z Vartenberka
          1. Jindřich III. z Rožmberka (asi 1361– 28. 7. 1412) ∞ (I) Barbora ze Schaunberka; ∞ (II) Alžběta z Kravař a z Plumlova – matka Oldřicha
            1. Oldřich II. z Rožmberka (13. 1. 1403 – 28. 4. 1462) ∞ Kateřina z Vartemberka († 1436)
              1. Jindřich IV. z Rožmberka (? – 25. 1. 1457) ∞ Anežka ze Schaunberka († 1461)
              2. Jošt II. z Rožmberka (1430 – † 15. 12. 1467)
              3. Jan II. z Rožmberka († 8. 11. 1472) ∞ Anna Hlohovská († 1483)
                1. Jindřich V. z Rožmberka (25. 6. 1456 – 21. 5. 1489)
                2. Petr IV. z Rožmberka (17. 1. 1462 – 9. 10. 1523) ∞ Alžběta z Kravař († 1500)
                3. Vok II. z Rožmberka (18. 7. 1459 – 1. 9. 1505) ∞ Markéta z Gutnštejna († před 1528)
                  1. Jan III. (24. 11. 1484 – 1532)
                  2. Jindřich VI. (14. 3. 1487 – 16. 4. 1494)
                  3. Petr V. (17. 12. 1489 – 6. 11. 1545)
                  4. Jindřich VII. z Rožmberka (15. 1. 1496 – 18. 8. 1526)
                  5. Jošt III. z Rožmberka (30. 6. 1488 – 15. 10. 1539) ∞ Anna z Rogendorfu (1500–1562)
                    1. Vilém z Rožmberka (10. 3. 1535 – 31. 8. 1592) ∞ (I) Kateřina Brunšvická (1534–1559); ∞ (II) Žofie Braniborská z Hohenzollernu (1541–1564); ∞ (III) Anna Marie Bádenská (1562–1583); ∞ (IV) Polyxena z Pernštejna (1566–1642)
                    2. Petr Vok z Rožmberka (1. 10. 1539 – 6. 11. 1611) ∞ Kateřina z Ludanic (asi 1567 – 22. 6. 1601)

                4. Oldřich III. z Rožmberka